# Jannes Van Hecke
Jannes Van Hecke (15 gennaio 2002) è un calciatore belga, centrocampista dell'SK Beveren.

## Carriera

### Club
Cresciuto nel settore giovanile dello Zulte Waregem, esordisce in prima squadra il 14 maggio 2019, disputando l'incontro dei play-off di Pro League vinto per 0-5 contro il Waasland-Beveren.
Il 20 aprile 2021 viene acquistato dal Malines, con cui firma un contratto fino al 2024. Tuttavia, rimane allo Zulte Waregem fino al termine della stagione.

### Nazionale
Ha rappresentato le nazionali giovanili belghe Under-17 ed Under-18.

## Statistiche

### Presenze e reti nei club
Statistiche aggiornate al 30 luglio 2022.
| Stagione             | Squadra              | Campionato           | Campionato | Campionato | Coppe nazionali | Coppe nazionali | Coppe nazionali | Coppe continentali | Coppe continentali | Coppe continentali | Altre coppe | Altre coppe | Altre coppe | Totale | Totale |
| Stagione             | Squadra              | Comp                 | Pres       | Reti       | Comp            | Pres            | Reti            | Comp               | Pres               | Reti               | Comp        | Pres        | Reti        | Pres   | Reti   |
| -------------------- | -------------------- | -------------------- | ---------- | ---------- | --------------- | --------------- | --------------- | ------------------ | ------------------ | ------------------ | ----------- | ----------- | ----------- | ------ | ------ |
| 2018-2019            | Zulte Waregem        | D1                   | 0+2        | 0          | CB              | -               | -               |                    | -                  | -                  |             | -           | -           | 2      | 0      |
| 2019-2020            | Zulte Waregem        | D1                   | 2          | 0          | CB              | 0               | 0               |                    | -                  | -                  |             | -           | -           | 2      | 0      |
| 2020-2021            | Zulte Waregem        | D1                   | 12         | 0          | CB              | 0               | 0               |                    | -                  | -                  |             | -           | -           | 12     | 0      |
| Totale Zulte Waregem | Totale Zulte Waregem | Totale Zulte Waregem | 14+2       | 0          |                 | 0               | 0               |                    | -                  | -                  |             | -           | -           | 16     | 0      |
| 2021-2022            | Malines              | D1                   | 10         | 0          | CB              | 1               | 0               |                    | -                  | -                  |             | -           | -           | 11     | 0      |
| 2022-2023            | Malines              | D1                   | 1          | 0          | CB              | 0               | 0               |                    | -                  | -                  |             | -           | -           | 1      | 0      |
| Totale carriera      | Totale carriera      | Totale carriera      | 27         | 0          |                 | 1               | 0               |                    | -                  | -                  |             | -           | -           | 28     | 0      |